# Erianthemum schelei
Erianthemum schelei är en tvåhjärtbladig växtart som först beskrevs av Adolf Engler, och fick sitt nu gällande namn av Van Tiegh.. Erianthemum schelei ingår i släktet Erianthemum och familjen Loranthaceae. Inga underarter finns listade i Catalogue of Life.